# Charlyne Yi
Charlyne Amanda Yi (n. 4 ianuarie 1986, Los Angeles, California, SUA)  este o actriță, comediantă, muziciană și scriitoare americană. Spectacolele ei includ muzică, magie, jocuri și, adesea, participarea publicului.